# Looping Star (Bobbejaanland)
Looping Star was een stalen achtbaan in het Belgische attractiepark Bobbejaanland, gelegen in Lichtaart. Het was een achtbaan van het gelijknamige model Looping Star van de Duitse attractiebouwer Anton Schwarzkopf.
De baan werd in 1979 door Bobbejaan Schoepen besteld voor Bobbejaanland. Het was indertijd de eerste achtbaan met een verticale looping in België.

## Technisch
De Looping Star was 592 meter lang en bezat een looping. Op het hoogste punt, net na de optakeling, was de baan 24,5 meter hoog. Hij haalde snelheden tot 77 kilometer per uur. De treintjes waren uitgerust met heupbeugels.

## Tweede trein
In 1997 kocht het park een tweede trein aan voor de Looping Star, zodat de baan, die zeer populair was, aan een hogere capaciteit kon rijden. Een Looping Star was immers gemaakt voor twee treinen: terwijl de ene trein het parcours aflegt, stappen bezoekers in en uit in het station in de andere trein. Er bevindt zich dan ook een remvlak vóór het station. 

## Terug naar één trein
In 2003, toen de baan reeds 24 jaar oud was, mocht de Looping Star om veiligheidsredenen slechts met één trein meer rijden van TÜV, die de attracties jaarlijks op veiligheid controleert. Dit resulteerde opnieuw in een lagere capaciteit, die ontoereikend was voor het park. Bobbejaan besliste daarom om de baan in 2004 af te breken en te vervangen door een nieuwe, moderne coaster: de Looping Star werd afgebroken en Typhoon kwam in de plaats.
Afbeeldingen